# 오타비우
오타비우 이드미우송 다시우바 몬테이루 (Otávio Edmilson da Silva Monteiro, 1995년 2월 9일 ~ )는 오타비우 (Otávio)로 불리는 포르투갈의 축구 선수이며, 사우디 프로페셔널리그의 알나스르에서 공격형 미드필더와 윙어로 뛰고 있다.